# Població estel·lar
Les estrelles es poden agrupar en dues poblacions estel·lars: la població I i la població II, segons diverses característiques com la composició química, la seva posició en el diagrama de Hertzsprung-Russell i la seva edat, entre d'altres.
Les estrelles de la població I contenen quantitats significatives d'elements més pesats que l'heli (anomenats genèricament «metalls» en astrofísica). Aquests elements foren produïts per generacions anteriors d'estrelles a través d'explosions de supernova. El nostre Sol pertany al grup de població I. Són habituals en els braços espirals de la Via Làctia.
Les estrelles de la població II són les primeres estrelles de vida llarga formades després del big-bang i, per tant, contenen poca quantitat de metalls. Es troben en cúmuls globulars i al centre de la Via Làctia. Evidentment, són estrelles molt més velles que les de la població I.
També es conjectura l'existència d'estrelles de població III, amb un contingut nul de metalls i que podrien explicar la presència de metalls en els quàsars. Serien estrelles de la primera generació, les primeres a formar-se, amb una gran massa. Fins a l'actualitat no s'ha detectat cap estrella que pogués classificar-se dins d'aquest grup.